# Zontecomatlán de López y Fuentes
La municipalité de Zontecomatlán de López y Fuentes est l'une des 212 municipalités de l'État de Veracruz, et est située dans la partie nord de cet État. Située à l'ouest du golfe du Mexique, elle appartient au bassin versant du fleuve Río Pánuco et est assise les contreforts de la Sierra de Chicontepec, prolongement oriental du massif montagneux de la Sierra Madre orientale. Elle est limitrophe au nord de l'État d'Hidalgo. Son chef-lieu est la ville éponyme de Zontecomatlán de López y Fuentes. Elle dépend de la région Huasteca Baja, du nom du peuple des Huaxtèques qui y est établi, et est une des 10 subdivisions administratives de l'État de Veracruz.

## Géographie
La municipalité de Zontecomatlán de López y Fuentes est arrosée par de petits affluent de la rivière Calabazo, affluente de la rivière Moctezuma, elle-même affluente du fleuve Río Pánuco. Assise pour partie sur les contreforts orientaux du massif montagneux de la Sierra Madre orientale, en un secteur nommé Sierra de Chicontepec, son altitude oscille entre 300 et 1400 mètres. Son chef-lieu, la localité éponyme de Zontecomatlán de López y Fuentes, se trouve dans la partie nord de son territoire, à la confluence de deux rivières affluentes du Calabazo. Ce territoire couvre une superficie de 242,1 km2, et était peuplé en 2020 de 14 644 habitants, pour une densité de 60,5 habitants par km2.
Cette municipalité est limitrophe au nord de celles de Benito Juárez, dans l'État d'Hidalgo, de celle de Xochiatipan, et à nouveau dans l'État de Veracruz, de celle d'Ilamatlán, à l'ouest, à nouveau dans l'État d'Hidalgo, de celle de Zacualtipán de Ángeles, puis au sud, dans l'État de Veracruz, de celles de Huayacocotla, de Texcatepec et de Tlachichilco.

## Composition et démographie
La municipalité était composée en 2020 de 86 localités, dont aucune n'était considérée comme urbaine, toutes étant rurales.
| Localité                         | Population |
| -------------------------------- | ---------- |
| Tetzacual                        | 1098       |
| José María Pino Suárez           | 930        |
| Zontecomatlán de López y Fuentes | 745        |
| Limontitla                       | 652        |
| El Mamey                         | 634        |
| Reste des localités              | 10 585     |
| Total population                 | 14 644     |

En plus de l'espagnol, plusieurs langues amérindiennes sont parlées dans la municipalité, dont les principales sont par ordre d'importance : le nahuatl, l'otomí et le tepehuan.

## Histoire
En 1980, la municipalité de Zontecomatlán prend le nom de Zontecomatlán de López y Fuentes.

## Économie

### Agriculture et élevage
La superficie des parcelles semées représentait en 2022 une surface totale de 5716,6 hectares, parmi lesquels 5053,5 hectares étaient voués à la culture du maïs, 405 hectares étaient voués à la culture du haricot, et 112,1 hectares étaient voués à celle du caféier.
En 2022, la production de viande par tonnes comprenait 625,2 tonnes de viande bovine, 147,1 tonnes de viande porcine, 13,1 tonnes de viande ovine, 5,8 tonnes de viande caprine, 27,7 tonnes de volailles, et 7,5 tonnes de dinde. La superficie vouée à l'élevage représentait alors 3110 hectares.